# سوكراتيس ديوديس
سوكراتيس ديوديس (باليونانية: Σωκρατης Διουδης)‏ هو لاعب كرة قدم يوناني بمركز حراسة المرمى ولد في يوم 3 فبراير 1993 في مدينة تسالونيكي في اليونان، يلعب حالياً مع نادي باناثينايكوس وسبق له اللعب مع نادي أريس تسالونيكي وكلوب بروج ونادي بانيونيس، يبلغ طوله 189.

## روابط خارجية
- سوكراتيس ديوديس على موقع الاتحاد الدولي (مؤرشف)  (الإنجليزية)
- سوكراتيس ديوديس على موقع الاتحاد الأوربي (الإنجليزية)
- سوكراتيس ديوديس على موقع إي إس بي إن إف سي (الإنجليزية)
- سوكراتيس ديوديس على موقع قاعدة بيانات كرة القدم.إي يو (الإنجليزية)
- سوكراتيس ديوديس على موقع ناشيونال فوتبول تيمز (الإنجليزية)
- سوكراتيس ديوديس على موقع Soccerbase.com (لاعب) (الإنجليزية)
- سوكراتيس ديوديس على موقع Soccerway.com (الإنجليزية)
- سوكراتيس ديوديس على موقع عالم كرة القدم.نت (الإنجليزية)
- سوكراتيس ديوديس على موقع AS.com (الإسبانية)